# Juan José Gallo
Juan José Gallo Chinchilla (18. října 1924 Iquique – 10. června 2003) byl chilský basketbalista.
Byl armádním důstojníkem. Basketbal začal hrát ve vysokoškolském klubu v rodném městě Iquique v roce 1942. Později se stal oporou klubu Lusitania. Na přelomu 40. a 50. let 20. století reprezentoval Chile na vrcholných akcích. Na Letních olympijských hrách 1948 skončil s chilským družstvem na 6. místě, sám odehrál osm zápasů s průměrem 8,8 bodu na utkání. O dva roky později se zúčastnil prvního světového basketbalového šampionátu. Na tomto turnaji v Buenos Aires získal s chilským týmem bronzovou medaili a v pěti zápasech dosáhl průměru 4,8 bodu na utkání. Startoval také na Letních olympijských hrách 1952, kde se Chile umístilo na páté příčce. Zde absolvoval osm zápasů s průměrem 6,3 bodu na utkání.